# Kadosh
Kadosh (hebräisch קדוש ‚heilig‘) ist ein israelischer Film aus dem Jahr 1999; die Regie führte Amos Gitai. Thema ist das Leben ultraorthodoxer Juden und die Konflikte, die diese Lebensweise mit sich bringen kann. Der Film wurde erstmals bei den Internationalen Filmfestspielen von Cannes 1999 gezeigt.

## Handlung
Der Torahschüler Meir und seine Frau Rivka sind seit über zehn Jahren verheiratet, aber kinderlos geblieben. Obwohl sie sich sehr lieben, wird ihre Kinderlosigkeit als Fluch gesehen oder als mögliche Folge einer Handlungsweise, bei der die Vorschriften der Halacha über die kultische Reinheit nicht richtig eingehalten wurden.
Rivkas jüngere Schwester, Malka, geht nach längerem Sträuben dagegen schließlich die vorherbestimmte Ehe mit Yosef ein, obwohl sie eigentlich Yaakov liebt, der sich von dieser religiösen Gemeinschaft losgesagt hat und in Acht und Bann steht.
Die Ursache der Kinderlosigkeit der Ehe von Rivka und Meir kann weder geklärt noch behoben werden, da sowohl eine medizinische Untersuchung gegen die Vorschriften ist, als auch die Frau automatisch die ganze Verantwortung dafür zu treffen scheint. Die einzigen Aufgaben einer Frau werden darin gesehen, ihrem Mann das Studium der Torah zu ermöglichen und viele Kinder zur Welt zu bringen, um sie zu frommen Juden zu erziehen. Zwar lässt Rivka sich irgendwann heimlich von einer Frauenärztin außerhalb des Viertels untersuchen, die spontan auch keine Ursache finden kann, die gegen eine Empfängnis spricht. Jedoch müsste sich auch Meir einer entsprechenden Untersuchung unterziehen, was unmöglich erscheint.
Sein Vater, der der Rabbi der religiösen Schule ist, zwingt Meir nach längerem heftigen Drängen, ihm den Ehevertrag mit Rivka zurückzugeben, wodurch deren Ehe für nichtig erklärt wird. Beide Ehepartner sind darüber tief unglücklich, Rivka so sehr, dass sie schließlich Suizid begeht. Meir hat inzwischen, dem Willen seines Vaters entsprechend, eine andere zur Frau genommen.
Auch die Beziehung zwischen Malka und Yosef geht zu Bruch. Malka, die ihre Frustration und den Hass auf die Situation unter anderem dadurch kanalisiert, dass sie Yosef unwissentlich die Reinheitsvorschriften verletzen lässt, verlässt nach dem Tod Rivkas die ultraorthodoxe Gemeinde und deren Stadtviertel in Jerusalem.

## Auszeichnungen
Kadosh gewann zahlreiche Auszeichnungen der israelischen Filmakademie, darunter die für die beste Regie, das beste Drehbuch, den besten Hauptdarsteller (Yoram Hattab), die beste Hauptdarstellerin (Yaël Abecassis), den besten Nebendarsteller (Uri Klauzner) und die beste Nebendarstellerin (Meital Berdah).
Davor bereits war der Film 1999 beim Festival in Cannes im Wettbewerb um die Goldene Palme nominiert. Bei den British Independent Film Awards 2000 gewann er den Preis für den besten fremdsprachigen Independent-Film; und er gewann im selben Jahr den Freedom of Expression Award des US-amerikanischen National Boards of Review.

## Kritiken
Stephen Holden von der NY Times bezeichnete den Film als so düster, dass, bevor er noch vorbei sei, das, was als fiktionale Abhandlung über eine Gruppe frommer Extremisten begonnen habe, die unheilverkündende Tönung eines psychologischen Horrorfilms angenommen habe. Auch sei dieser Blick auf die jüdische Orthodoxie so streng, dass, obwohl es sich um einen Farbfilm handle, dieser den Eindruck eines Schwarzweißfilms hinterlasse.
Peter Bradshaw vom Guardian äußerte, der Film erscheine eingebunden „in eine Art alttestamentarischer Welt des Dogmas und der Misogynie“, in der sogar biblische Ereignisse, bei denen es um Loyalität und Respekt gegenüber Frauen gehe, zunichtegemacht würden. Weltliche Vorstellungen von Sexualität, Monogamie und Untreue erschienen wiederum auf den Kopf gestellt.
Der deutsche Filmdienst nannte Kadosh „eine nahezu archetypische Liebesgeschichte in Form eines großen Klageliedes, …, wobei der Film auf folkloristische und ethnografische Klischees verzichte.“